# Винокуров, Фёдор Иванович
Фёдор Иванович Винокуров (8 [21] июня 1909, с. Лутовиново, Воронежская губерния — 18 октября 1980, Москва) — полковник Советской Армии, участник Великой Отечественной войны, Герой Советского Союза (1945).

## Биография
Фёдор Винокуров родился 21 июня 1909 года в селе Лутовиново (ныне — Волоконовский район Белгородской области) в крестьянской семье. После окончания начальной школы работал в Афанасьевском сельсовете того же района. В 1931 году вступил в ВКП(б). В 1931—1933 годах проходил службу в Рабоче-крестьянской Красной Армии, в 19-м артиллерийском полку, расквартированном в Острогожске, после демобилизации стал председателем Моховского райисполкома Орловской области. В 1939 году повторно был призван в армию, в том же году окончил Горьковское военно-политическое училище, был старшим инструктором политотдела 156-й стрелковой дивизии 9 особого стрелкового. 
Начало войны встретил в Симферополе секретарем дивизионной партийной комиссии в 156-й стрелковой дивизии. В её составе с 23 сентября 1941 года участвовал в Крымской оборонительной операции. 
Прошёл путь от военного комиссара штаба дивизии до командира стрелкового полка. Участвовал в боях Северо-Кавказском, Воронежском, Белорусском, 1-м Белорусском, 1-м и 3-м Прибалтийских фронтах. В 1943 году Винокуров окончил курсы «Выстрел». За время боёв шесть раз был ранен.
Участвовал в обороне Одессы, боях в Крыму, на Дону под станицей Константиновской в 1942 году, освобождении Кубани и Украинской ССР, битве за Днепр в районе Канева, Калинковичско-Мозырской операции, форсировании Припяти, освобождении Лунинца, Бреста, Риги и Прибалтики, Висло-Одерской операции, боях в Восточной Померании, форсировании Одера, прорыву к Эльбе. К февралю 1945 года подполковник Фёдор Винокуров командовал 117-м стрелковым полком 23-й стрелковой дивизии 61-й армии 1-го Белорусского фронта. Особо отличился во время боёв на Магнушевском плацдарме. В ходе прорыва глубоко эшелонированной вражеской обороны противника он лично руководил действиями своего полка. В ночь со 2 на 3 февраля 1945 года полк успешно захватил укреплённый пункт противника в городе Шлоппе (ныне — Члопа, Польша).
Указом Президиума Верховного Совета СССР от 27 февраля 1945 года за «образцовое выполнение боевых заданий командования на фронте борьбы с немецкими захватчиками и проявленные при этом мужество и героизм» подполковник Фёдор Винокуров был удостоен высокого звания Героя Советского Союза с вручением ордена Ленина и медали «Золотая Звезда» за номером 5698.
Участник встречи на Эльбе, во время которой командиром 84-й пехотной дивизии армии США генерал-майором Александр Боллинг ему был подарен пистолет системы Кольт обр. 1911 года.
До 1949 года служил в ГСВГ и Московском военном округе. С 1950 года Винокуров командовал 4-м отдельным стрелковым полком охраны военных объектов в Закавказском военном округе.
В феврале 1961 года в звании полковника Винокуров был уволен в запас. Проживал и работал в Москве, скончался 18 октября 1980 года. Похоронен на Кузьминском кладбище Москвы.
Генерал Батов вспонинал: "Этот тридцатилетний выходец из крестьян не был профессиональным военным, только становился им. В свое время он отслужил действительную рядовым зенитчиком ... .. Наверно, была у него особая военная жилка, потому что после трудных крымских боев, включая всю десантную операцию 1942 года, Винокуров отпросился на строевую службу и кончил войну на Одере командиром прославленного стрелкового полка".

## Награды
Был награждён двумя орденами Ленина, орденами Красного Знамени, Суворова 3-й степени, Кутузова 3-й степени, Александра Невского, двумя орденами Красной Звезды, а также рядом медалей.
Также награждён американским орденом «Легион почёта»
11,43-мм пистолет Colt M1911, подаренный командиру 117-го стрелкового полка Герою Советского Союза Ф. И. Винокурову командиром 84-й пехотной дивизии США генерал-майором А. Боллингом во время встречи на Эльбе в апреле 1945 года является экспонатом в Центральном Музее Вооружённых Сил.

## Память

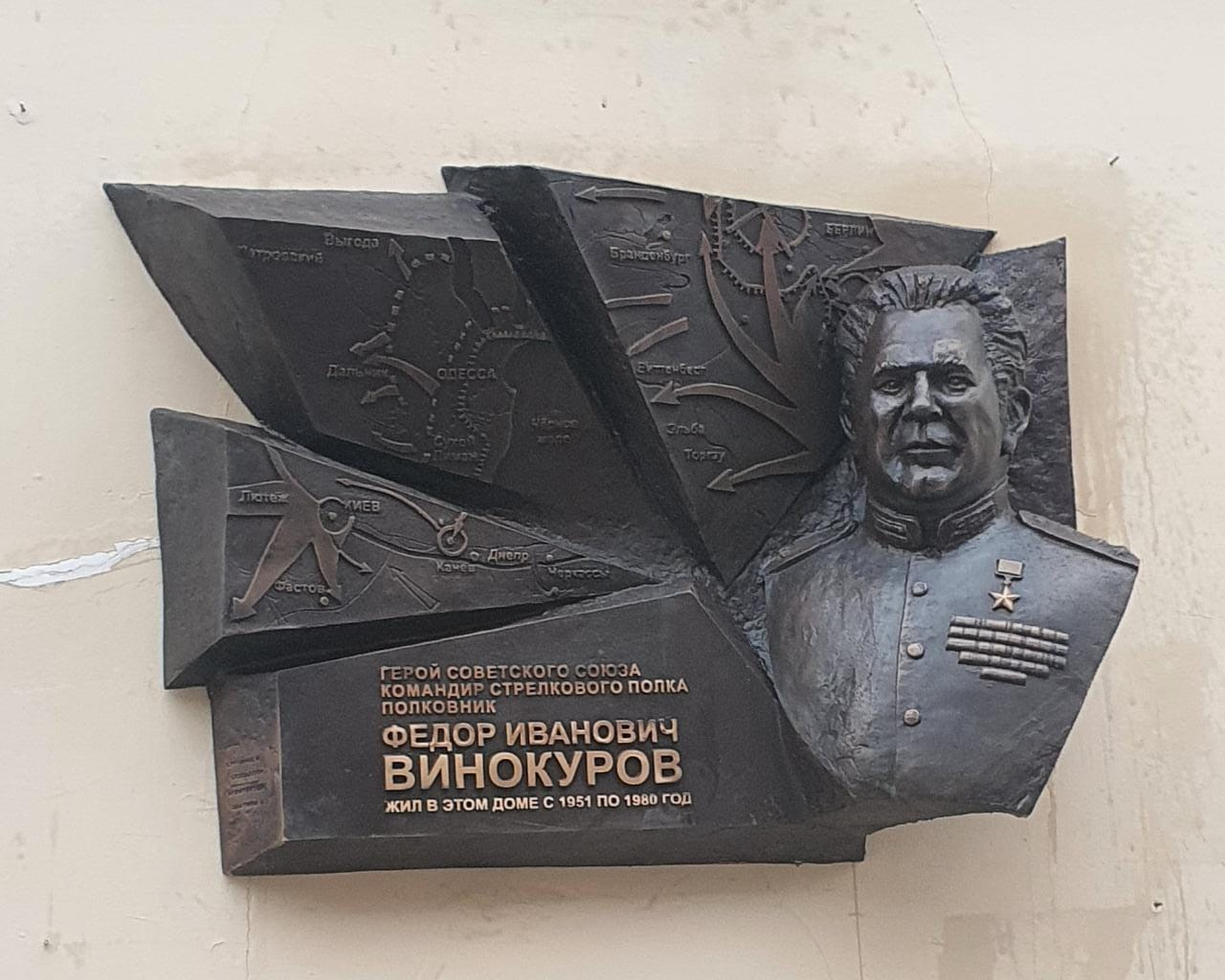
Мемориальная доска Герою Советского Союза Ф. И. Винокурову

- Мемориальная доска Герою Советского Союза Ф. И. Винокурову22 декабря 2022 г. в Москве по адресу: г. Москва, ул. 2-я Тверская-Ямская, д.40 состоялось торжественное открытие мемориальной доски участнику Великой Отечественной войны, Герою Советского Союза, полковнику Винокурову Фёдору Ивановичу на доме, в котором он проживал последние годы.[3] Бронзовую мемориальную доску изготовил авторский коллектив, в составе скульптора Игоря Бурганова и архитектора Златы Зватиной.